# Wayne Griffiths
Wayne Griffiths (Dukinfield, Regne Unit, 1966) és un empresari britànic del sector de l'automòbil, actual CEO de Seat i Cupra.

## Biografia
Fill d'un venedor de cotxes, Griffiths va començar la seva trajectòria treballant al concessionari del pare, abans d'estudiar gestió empresarial a Leeds.
El 1989 es va incorporar a la plantilla d'Audi, i entre 1991 i 1993 va treballar per SEAT. Posteriorment va tornar a Audi on va anar assumint diversos càrrecs de la branca comercial i màrqueting, fins que va ser nomenat vicepresident de SEAT el 2016, conseller delegat de Cupra el 2019 i President de la SEAT l'octubre de 2020. Va assumir com a propis la transformació elèctrica de la companyia i l'expansió de la marca CUPRA. El juliol de 2023 va anunciar que Seat invertirà 300 milions d’euros en una fàbrica d’assemblatge de cel·les de bateries a Martorell.